# Katarzyna Krzysztofek-Strzała
Katarzyna Krzysztofek-Strzała (ur. w Krakowie) – polska prawniczka, doktor habilitowana, nauczyciel akademicki Wydziału Prawa i Administracji Uniwersytetu Jagiellońskiego, zajmuje się historią prawa i prawem wyznaniowym.

## Życiorys
Jest absolwentką VIII Liceum Ogólnokształcącego w Krakowie. Odbyła studia prawnicze na Uniwersytecie Jagiellońskim i w 2007 uzyskała tam tytuł magistra prawa. Odbyła także Podyplomowe Studia Prawa Pracy na Uniwersytecie Jagiellońskim (2008). Była doktorantką w Zakładzie Prawa Kościelnego i Wyznaniowego UJ (2008–2011). W 2011 nadano jej na Uniwersytecie Jagiellońskim stopień naukowy doktora nauk prawnych. Uzyskała stopień naukowy doktora habilitowanego.
Została adiunktem w Zakładzie Prawa Kościelnego i Wyznaniowego WPiA UJ.
Wybrano ją na członka Rady Wydziału Prawa i Administracji Uniwersytetu Jagiellońskiego w kadencji 2016–2020. Jest członkiem zwyczajnym Polskiego Towarzystwa Prawa Wyznaniowego.